# Jacqueline Stedall
Jacqueline Anne „Jackie“ Stedall (* 4. August 1950 in Romford, Essex; † 27. September 2014) war eine britische Mathematikhistorikerin. Ihr Forschungsschwerpunkt lag auf englischen Mathematikern des 17. Jahrhunderts, der Geschichte einzelner Mathematikgebiete, wie etwa Algebra, und der Geschichte der Mathematikgeschichte.

## Leben
Stedall wurde 1950 als älteste von drei Töchtern von John Barton und dessen Frau Irene (geborene Stakes) in Romford, Essex geboren. Ihr Vater arbeitete als Gesundheitsinspektor, und so musste die Familie oft umziehen, bevor sie sich schließlich in Walsall niederließ. Dort besuchte Stedall die Queen Mary’s High School for girls. Anschließend studierte sie Mathematik am Girton College der Universität Cambridge. 1972 erhielt sie dort einen Bachelor of Arts. 1973 folgte ein Master of Science in Statistik an der University of Kent.
Nach ihrem Studium arbeitete sie drei Jahre als Statistikerin am Department of mental health der Bristol University und war danach vier Jahre für die Wohlfahrtsorganisation War on Want in London tätig, für welche sie die Überseeprojekte koordinierte. 1981 heiratete sie dem Dokumentarfilmer Jonathan Stedall. Aus der Ehe gingen zwei Kinder hervor. Stedall widmete sich die nächsten sieben Jahre der Kindererziehung, absolvierte ein Aufbaustudium (PGCE) in Mathematik an der Bristol Polytechnic, welches sie 1991 abschloss, und arbeitete acht Jahre als Lehrerin. Anschließend begann sie ein Promotionsstudium an der Open University und promovierte 2000 in Mathematikgeschichte bei John Fauvel. Der Titel ihrer Dissertation war A large discourse concerning algebra: John Wallis's 1685 Treatise of algebra.
Ab 2000 forschte sie zu Wissenschaftsgeschichte am Queen’s College der Universität Oxford. Bald darauf wurde sie Lecturer am Oxford Mathematical Institute der Universität, sowie Senior Research Fellow am Queen’s College. Aufgrund einer unheilbaren Krebserkrankung ging sie im Dezember 2013 in den Ruhestand.

### Akademische Forschung
Stedall befasste sich insbesondere mit englischen Mathematikern des 17. Jahrhunderts wie John Pell, Thomas Harriot, William Brouncker, John Wallis, der Geschichte einzelner Mathematikgebiete und der Geschichte der Mathematikgeschichte an sich. Letztere versuchte sie in einer weniger eurozentrischen bzw. männlich dominierten Weise darzustellen, etwa in ihren Büchern The Oxford Handbook of the History of Mathematics (2009) und History of Mathematics: A Very Short Introduction (2012).
In ihrem 2011 veröffentlichten Buch From Cardano’s Great Art to Lagrange’s Reflections widerlegte sie die verbreitete Annahme, in dem Zeitraum von 1545 bis 1770 hätte es keine Fortschritte in der Algebra gegeben.
Sie war Mitherausgeberin der Oxford History of Mathematics, sowie Herausgeberin des Bulletin der British Society for the History of Mathematics. Des Weiteren beteiligte sie sich am Thomas Harriot Online-Projekt, welches sich mit der Veröffentlichung, Kategorisierung und Zugänglichmachung von Harriot Arbeiten befasst.

## Schriften
Bücher:
- mit Eleanor Robson (Herausgeber) Oxford Handbook of the History of Mathematics, Oxford University Press 2009, Paperback-Ausgabe 2011
  - Darin von Stedall Tracing mathematical networks in seventeenth century England
- The history of mathematics: a very short introduction, Oxford University Press, 2012
- From Cardano’s great art to Lagrange’s reflections: filling a gap in the history of algebra, European Mathematical Society: Heritage of European Mathematics, 2011
- mit Janet Beery  Thomas Harriot’s doctrine of triangular numbers: the ‘Magisteria magna’, European Mathematical Society: Heritage of European Mathematics, 2008
- Mathematics emerging: a sourcebook 1540–1900, Oxford University Press, 2008
- mit Noel Malcolm John Pell (1611–1685) and his correspondence with Sir Charles Cavendish: the mental world of an early modern mathematician, Oxford University Press, 2005
- The arithmetic of infinitesimals: John Wallis 1656, Sources and Studies in the History of Mathematics and Physical Sciences, Springer, 2004
- The greate invention of algebra: Thomas Harriot’s treatise on equations, Oxford University Press, 2003, Reprint 2005
- A discourse concerning algebra: English algebra to 1685, Oxford University Press, 2002

Aufsätze:
- Rob’d of Glories: The Posthumous Misfortunes of Thomas Harriot and His Algebra, Archive for History of Exact Sciences, Band 54, 2000, S. 455–497
- Catching Proteus: The Collaborations of Wallis and Brouncker, 3 Teile, Teil 1 (Squaring the circle), Notes and Records of the Royal Society, Band 54, 2000, S. 293–316, Teil 2 (Number Problems) S. 317–331.
- John Wallis and the French: his quarrels with Fermat, Pascal, Dulaurens[3], and Descartes, Historia Mathematica, Band 39, 2012, S. 265
- The Discovery of Wonders: Reading Between the Lines of John Wallis's Arithmetica infinitorum, Archive for History of Exact Sciences, Band 56, 2001, S. 1–28
- Symbolism, combinations, and visual imagery in the mathematics of Thomas Harriot, Historia Mathematica, Band 34, 2007, S. 380–401
- Of Our Own Nation: John Wallis's Account of Mathematical Learning in Medieval England, Historia Mathematica, Band 28, 2001, S. 73–122